# Seis Nações 2014
O Seis Nações 2014 (2014 Six Nations em inglês) foi a décima quinta edição deste torneio, do qual fez parte as maiores seleções europeias de rugby. Foi também chamado de 2014 RBS 6 Nations, em razão do patrocínio do Bank of Scotland.
A Irlanda conquistou o título deste torneio, que até a última rodada apresentava quatro países com possibilidades de ter esta primazia.

## Regulamento e participantes
Na fórmula de disputa deste torneio, os seis países participantes se enfrentaram em turno único. Ao final de cinco rodadas, a seleção que com maior número de pontos conquistados sagrou-se campeã.
Se fizeram presentes as equipes de Escócia, Inglaterra, Irlanda, Itália, França e País de Gales.

## Partidas do Seis Nações de 2014
Seguem-se, abaixo, as disputas realizadas durante este torneio.

#### 1ª rodada
| 1 de fevereiro de 2014 |         |         |                             |
| País de Gales          | 23 - 15 | Irlanda | Millennium Stadium, Cardiff |
|                        | Reporte |         | Millennium Stadium, Cardiff |

| 1 de fevereiro de 2014 |         |            |                              |
| França                 | 26 - 24 | Inglaterra | Stade de France, Saint-Denis |
|                        | Reporte |            | Stade de France, Saint-Denis |

| 2 de fevereiro de 2014 |         |         |                       |
| Irlanda                | 28 - 6  | Escócia | Aviva Stadium, Dublin |
|                        | Reporte |         | Aviva Stadium, Dublin |

#### 2ª rodada
| 8 de fevereiro de 2014 |         |               |                       |
| Irlanda                | 26 - 3  | País de Gales | Aviva Stadium, Dublin |
|                        | Reporte |               | Aviva Stadium, Dublin |

| 8 de fevereiro de 2014 |         |            |                                |
| Escócia                | 0 - 20  | Inglaterra | Murrayfield Stadium, Edinburgo |
|                        | Reporte |            | Murrayfield Stadium, Edinburgo |

| 9 de fevereiro de 2014 |         |        |                              |
| França                 | 30 - 10 | Itália | Stade de France, Saint-Denis |
|                        | Reporte |        | Stade de France, Saint-Denis |

#### 3ª rodada
| 21 de fevereiro de 2014 |         |        |                             |
| País de Gales           | 27 - 6  | França | Millennium Stadium, Cardiff |
|                         | Reporte |        | Millennium Stadium, Cardiff |

| 21 de fevereiro de 2014 |         |         |                                |
| Itália                  | 20 - 21 | Escócia | Estádio Olímpico de Roma, Roma |
|                         | Reporte |         | Estádio Olímpico de Roma, Roma |

| 22 de fevereiro de 2014 |         |         |                                   |
| Inglaterra              | 13 - 10 | Irlanda | Estádio de Twickenham, Twickenham |
|                         | Reporte |         | Estádio de Twickenham, Twickenham |

#### 4ª rodada
| 8 de março de 2014 |         |        |                       |
| Irlanda            | 46 - 7  | Itália | Aviva Stadium, Dublin |
|                    | Reporte |        | Aviva Stadium, Dublin |

| 8 de março de 2014 |         |        |                                |
| Escócia            | 17 - 19 | França | Murrayfield Stadium, Edinburgo |
|                    | Reporte |        | Murrayfield Stadium, Edinburgo |

| 9 de março de 2014 |         |               |                                   |
| Inglaterra         | 29 - 18 | País de Gales | Estádio de Twickenham, Twickenham |
|                    | Reporte |               | Estádio de Twickenham, Twickenham |

#### 5ª rodada
| 15 de março de 2014 |         |            |                                |
| Itália              | 11 - 52 | Inglaterra | Estádio Olímpico de Roma, Roma |
|                     | Reporte |            | Estádio Olímpico de Roma, Roma |

| 15 de março de 2014 |         |         |                             |
| País de Gales       | 51 - 3  | Escócia | Millennium Stadium, Cardiff |
|                     | Reporte |         | Millennium Stadium, Cardiff |

| 15 de março de 2014 |         |         |                              |
| França              | 20 - 22 | Irlanda | Stade de France, Saint-Denis |
|                     | Reporte |         | Stade de France, Saint-Denis |

#### Classificação Final
| Colocação | Seleção       | Partidas | Partidas | Partidas | Partidas | Pontuação | Pontuação | Pontuação | Pontuação | Pontos |
| Colocação | Seleção       | Jogos    | Vitórias | Empates  | Derrotas | Marcados  | Sofridos  | Saldo     | Tries     | Pontos |
| --------- | ------------- | -------- | -------- | -------- | -------- | --------- | --------- | --------- | --------- | ------ |
| 1         | Irlanda       | 5        | 4        | 0        | 1        | 132       | 49        | +83       | 16        | 8      |
| 2         | Inglaterra    | 5        | 4        | 0        | 1        | 138       | 65        | +73       | 14        | 8      |
| 3         | País de Gales | 5        | 3        | 0        | 2        | 122       | 79        | +43       | 11        | 6      |
| 4         | França        | 5        | 3        | 0        | 2        | 102       | 100       | +1        | 9         | 6      |
| 5         | Escócia       | 5        | 1        | 0        | 4        | 47        | 138       | -91       | 4         | 2      |
| 6         | Itália        | 5        | 0        | 0        | 5        | 63        | 172       | -109      | 7         | 0      |

- Critérios de pontuação: vitória = 2, empate = 1, derrota = 0

## Campeão
| Seis Nações 2014            |
| --------------------------- |
| Irlanda Campeã (12º título) |